# Rete mirabile
Retia mirabilia
Pour les articles homonymes, voir Rete et Mirabile.
 (août 2017).
Si vous disposez d'ouvrages ou d'articles de référence ou si vous connaissez des sites web de qualité traitant du thème abordé ici, merci de compléter l'article en donnant les références utiles à sa vérifiabilité et en les liant à la section « Notes et références ».

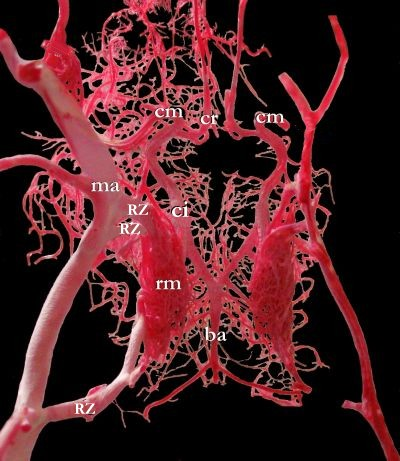
Rete mirabile d'un mouton (rm : Rete mirabile)

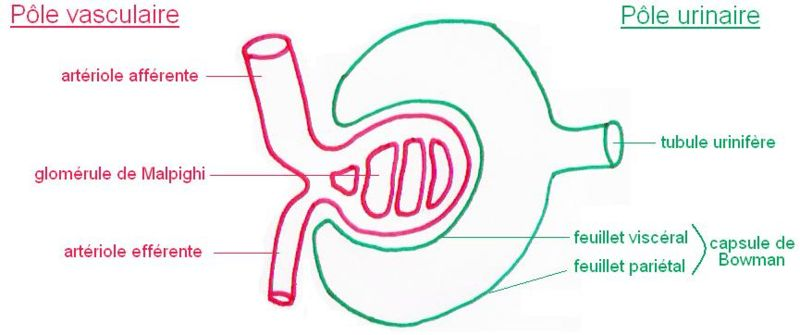
Le réseau admirable du corpuscule de Malpighi.

Un rete mirabile (au pluriel retia mirabilia), ou réseau admirable , est un plexus vasculaire, un système anatomique d'artères et de veines intimement associées (les veines enveloppant les artères), que l'on trouve chez certains vertébrés et qui peut servir à différentes fonctions. 
Dans l'espèce humaine, on retrouve ce type de structure au niveau des reins, des ventricules cérébraux et de la rétine. Dans les reins, cette structure permet la filtration au niveau du glomérule rénal. Au niveau des ventricules cérébraux un réseau capillaire complexe intervient dans la production du liquide cérébrospinal (plexus choroïdes).
Le même type de structure est retrouvé plus fréquemment chez d'autres espèces animales notamment chez les mammifères marins cétacés.

## Régulation thermique
L'une des fonctions du rete mirabile est de servir d'échangeur thermique ; le réseau est formé d'artères, chacune entourée de plusieurs veines. Le sang des artères, qui vient du cœur et se dirige vers les extrémités, est plus chaud que celui des veines, qui revient vers le cœur. Les capillaires irriguant les parties extérieures du corps entraînent un refroidissement particulièrement important du sang. Le rete mirabile permet ainsi au sang refroidi de ces veines de récupérer la chaleur dissipée par les artères grâce à l'enveloppement de celles-ci.
On retrouve cette adaptation chez certaines espèces de poissons « chauds » comme chez le thon ou certains requins. On la rencontre aussi chez certains mammifères vivant en eaux froides comme la loutre de mer, les cétacés et chez les pinnipèdes, des animaux vivant en eau froide (l'eau conduit la chaleur 25 fois mieux que l'air, et refroidit donc le corps des mammifères marins rapidement).
Le rete mirabile permet aussi dans certains cas un refroidissement du corps en accélérant la dissipation thermique.

## Régulation gazeuse
Un tissu très vascularisé dit aussi rete mirabile se trouve chez les poissons, et facilite les échanges gazeux.

## Régulation hydraulique
Les cétacés possèdent de massifs plexus vasculaires (retia mirabilia), à travers lesquels passe le flux sanguin cérébral. Leur fonction est longtemps restée inconnue (réserves en oxygène nécessaires à la plongée). En 2022, une équipe de chercheurs a émis l'hypothèse qu'ils protègent le cerveau des pulsations de pression sanguine générées par la locomotion, en minimisant les différences de pression entre les artères et les veines cérébrales. Un modèle informatique basé sur la morphologie de onze espèces conforte cette hypothèse, montrant que les retia diminuent de 97 % la pulsatilité dans le cerveau.

## Rete mirabilecarotidien chez Galien

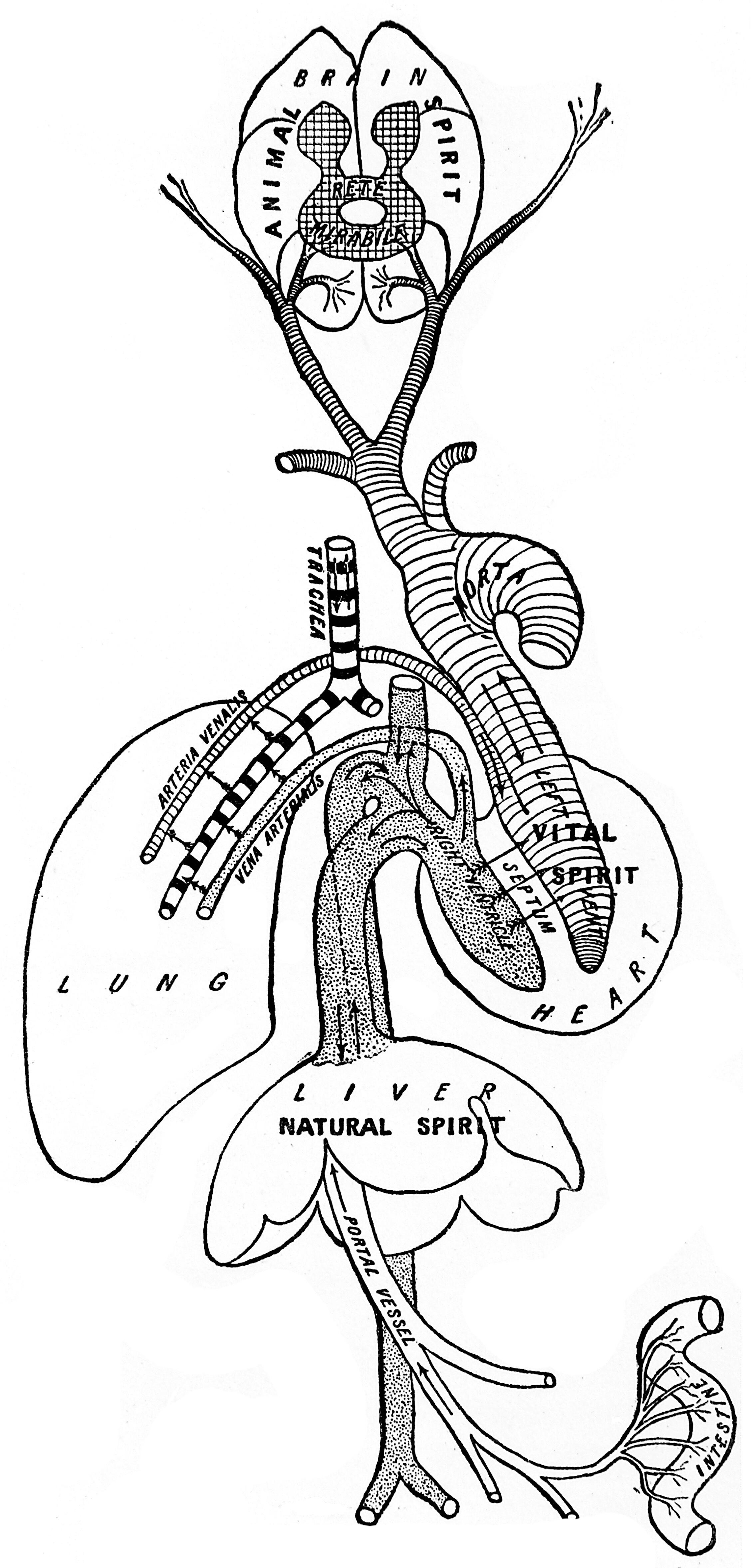
Circulation sanguine chez Galien, avec la mention d'un rete mirabilis sur la base du crâne. Illustrant la théorie du pneuma, ce schéma est tiré de l'ouvrage de Charles Singer, The evolution of anatomy : a short history of anatomical and physiological discovery to Harvey, being the substance of the Fitzpatrick lectures delivered at The Royal College of Physicians of London in the years 1923 and 1924

Le rete carotidien est un réseau physiologique reliant les artères carotides externe et interne chez les vertébrés inférieurs. ; il n'existe pas de véritable rete carotidien chez l'homme. Une sorte de rete mirabile peut cependant apparaître en tant que malformation. L'existence d'un rete mirabile chez l'homme est attesté chez Galien ; elle résulte probablement d'observations anatomiques réalisées sur des bœufs ou d'autres espèces. 
Dans le système pneumatique galénique, le corps se comprend comme un système hydraulique — les veines, les artères selon Anaximène et Aristote sont remplies d'air ; plus tard, les nerfs selon cette théorie seront creux — dans lesquels circulent esprit vital (πνεῦμα ζωτικὸν / pneuma zootikon, localisé dans le cœur) ; esprit physique (πνεῦμα φυσικὸν / pneuma physikon, en latin « spiritus naturalis », localisé dans le foie) et esprit psychique (πνεῦμα ψυχικὸν / pneuma psychikon, en latin « spiritus animalis », localisé dans le cerveau),; Le spiritus animalis est produit dans le cerveau via le rete mirabilis par filtration ou distillation de l’esprit vital, puis distribué dans tout le corps par les nerfs. Cette théorie sera admise par les érudits musulmans et chrétiens du Moyen Âge, et sera un point fort du galénisme pendant des siècles. Les éléments supposés assurer le transit de l'esprit vital et sa transformation en esprit animal sont donc les carotides, le rete mirabile, et dans le cerveau, les ventricules du cerveau. La substance du cerveau était moins importante que les réceptacles assurant le transit de la pneuma.
Du latin rete le terme apparaît dans l'ancien français sous les formes « rez  »« resel », « reseuil », et il est introduit en tant que « rets  », puis de « réseau » au XIIe siècle pour désigner des filets de pêche (« prendre dans ses rets »)., des tissus de mailles : « Peu s'en faut qu'il ne s'étende sous toute la base de l'encéphale », Galien dit du rete mirabili, « qu'il ressemble à plusieurs filets de pêcheurs tendus les uns sur les autres. » .

« dépassant le crâne dans la région située entre celui-ci et la dure-mère, elles se divisent d’abord en un grand nombre de branches très-petites et déliées. Alors se portant, les unes à la partie antérieure de la tête, les autres à la partie postérieure, celles-ci au côté gauche, celles-là au côté droit, et s’entrelaçant, elles font croire qu’elles oublient la route de l’encéphale. Mais cela non plus n’est pas exact. En effet, toutes ces nombreuses artères venant de nouveau à se réunir, comme des racines en un tronc, engendrent une autre paire d’artères semblable à celle qui a déjà donné naissance au réseau ; ces artères pénètrent alors dans l’encéphale par les trous de la dure-mère. »

l’utilité de cet entrelac est établi :

« quand la nature veut élaborer parfaitement une matière, elle lui ménage un long séjour dans les organes de coction »

« le pneuma psychique de l’encéphale trouve une origine matérielle convenable dans le pneuma vital qui vient [du cœur] à travers les artères »

Contemporain d'André Vésale, Niccolò Massa (en) (1485–1569), au début du XVIe siècle, tout en admettant qu'elle se décomposait rapidement après la mort et était donc difficile à observer, prétendit avoir démontré cette structure à de nombreuses reprises. Jacobus Sylvius (1478-1555) ne le trouvant de rete mirabile pas chez l'homme s'était désespérément demandé si ce rete mirabile avait existé à l'époque de Galien, avant de disparaître chez l'homme moderne. Le rete mirabile chez l'homme est remis en cause pour la première fois par Jacopo Berengario da Carpi (1457 1530) puis par André Vésale (1514-1564), mais néanmoins chez l’homme continue après Vésale à faire partie du discours médico-anatomique,.

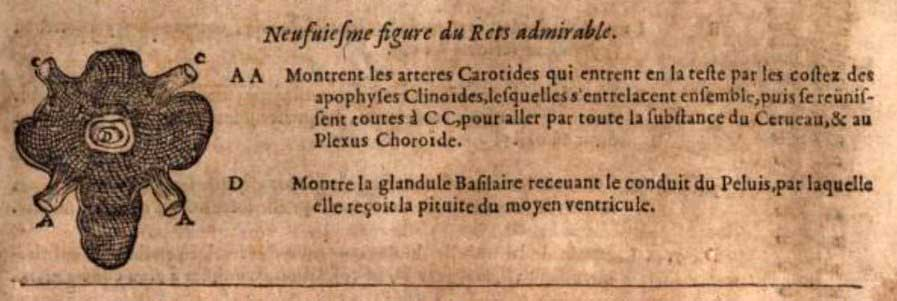
Illustration emprunté à La Fabrica de 1538 de André Vésale, du rete mirabilis, reprise par Ambroise Paré en 1561, et renommé Plexus réticulé.

Les allusions au rete mirabile sont disséminées tout au long du De humani corporis fabrica de 1543, « présentées avec humour, distanciation et ironie », « pas toujours perçues ou comprises par les commentateurs ». En 1538, Vésale dessine un schéma du rete mirabile humain , une«  terminaison plexiforme des artères carotides, où l'esprit vital se transforme en esprit animal, avant d'être distribué du cerveau par les nerfs jusqu'au corps ». En 1540, il démontre le rete mirabile lors d'une anatomie publique, en utilisant une tête de mouton, « car il réalise alors qu'il ne pourrait le démontrer correctement sur un cadavre humain ». En 1543, il change d'avis et nie l'existence du rete mirabile chez l'homme, se reprochant de n'avoir pas vu cette erreur chez Galien. Il illustre néanmoins la conception galénique du rete mirabile chez l'homme et un schéma du rete mirabile chez les ongulés.«  Il voulait que le schéma du rete mirabile humain de 1543 illustre une erreur résultant de la dépendance excessive de Galien aux animaux comme modèles d'anatomie humaine », ce qui sera mal interprété. Ambroise Paré, en 1561, reprend la figure du Livre VII de la Fabrica, en ignorant les commentaire de Vésale, et c'est au nom de la polémique qu'elle a suscité que dans l'édition de 1575 il a pu dire :

« Quant à cette partie, il y a grande dissentions entre les Anatomistes: Vesalius nie qu'elle se trouve aux hommes. Columbus l'admet, mais il ſemble qu'il la confonde avec le Plexus Choroïde: de ma part, je l'ai toujours vue au lieu & en la façon que je l'ai décrite, comme Sylvius a disputé contre Vesalius. »

Ambroise Paré traduit l'expression par «  plexus réticulé »— formé à partir du latin plexus, entrelacement — et c'est régulièrement selon cette expression que les traités de Galien seront traduits. Vésale est cité régulièrement dans l'œuvre de Paré pour rappeler les controverses qu'il a suscité.
Le XVIIe siècle, va connaitre dix années (1655-1665) particulièrement féconde dans le domaine de l'anatomie, de la connaissance et des études du cerveau et du système nerveux, pendant lesquelles Thomas Willis (1621-1675), Marcello Malpighi (1628-1694) et Nicolas Sténon (1638-1686), vont connaître des résultat importants. Il faut ajouter Conrad Victor Schneider (1614-1680), qui dans son Osse cribriformi de 1655, puis dans son De catarrhis de 1660-1664, a réfuté la théorie catarrhale qui datait d'Hippocrate, surtout l'idée la plus répandue qu'elle véhiculait selon laquelle le nasopharynx serait l'émonctoire du cerveau ; et Johann Jakob Wepfer (1620-1695) qui dans ses Observationes Anatomicae de 1658, décrit les artères cérébrales en détail, identifiant la structure reconnue aujourd'hui comme le polygone de Willis.
Wepfer tout en décrivant le polygone attribué à Willis, s'oppose à la notion galénique de rete mirabile chez l'homme; cette opposition se retrouve aussi chez Schneider (De catarrhis L. II. c. 18 : « Nullum in humano capite invenitur Rete mirabil ») ; et chez Sténon, dans son Discours sur l'anatomie du cerveau de 1665-1669, ainsi que dans ses Elementorum myologiae specimen seu Musculi descriptio geometrica de 1667. La théorie des esprits animaux, encore un thème central de la physiologie de Descartes (1596-1650), sera principalement dénoncée par Sténon dans les deux mêmes ouvrages.
Descartes dans L'Homme — posthume, écrit dans les années 1630 et publiée en 1662 par Florent Schuyl, puis en en 1664 en français par Claude Clerselier, faisant l'impasse sur trente années de découvertes anatomiques — parle de « rets admirable» : « Au moyen dequoy ſe ſont formées ces petites branches d'Arteres, plus remarquables dans les beſtes que dans l'homme, qu'on a nommées le Rets admirable, & qui ſemblent n'eſtre point jointes aux venes. », remarque inspirée probablement du Theatrum anatomicum (vol.III, cap. XV.) de Gaspard Bauhin (1560-1624) , qui avait contredit Vésale, affirmant que le rete mirabile existait bien dans le cerveau de l'homme, jouant un rôle capital dans l'élaboration de l'esprit animal.
L'idée d'un rete mirabile disparaît avec la théorie pneumatique de Galien. Costanzo Varolio (1543-1575) avait nié que les ventricules soient remplis par le pneuma mais un liquide séreux. Francis Glisson comprend qu'un excès de ce liquide explique l'hydrocéphalie. Au XVIIIe siècle, Albrecht von Haller (1708-1777) et Emanuel Swedenborg (1688-1772), dans un travail resté manuscrit, identifient le Liquide cephalo-rachidien Mais la première description du L.C.R. est attribuée à Antonio Maria Valsalva (1692) et Domenico Cotugno en 1764 (liquor Cotugni) lui donne son nom (1778). Mais avant ceux-ci André Vésale, Costanzo Varolio, Francis Glisson et Albrecht von Haller étaient tous conscients du fait qu’il n’y avait pas de « pneuma psychikon » dans les ventricules cérébraux, mais plutôt du L.C.R.. Avec les expériences galvaniques de stimulation électrique des nerfs par Luigi Galvani (1737-1798), il était devenu peu probable que du liquide circule dans les nerfs.